# Marillion
Marillion (pronunciado məˈrɪlˌjən) es una banda británica de rock, formada en Aylesbury, Buckinghamshire, Inglaterra, en 1979. Es reconocida como la banda más exitosa de las que surgieron de la ola de rock neoprogresivo de Reino Unido de los años ochenta del siglo XX, ya que han vendido quince millones de álbumes en todo el mundo.
Su discografía de estudio desde el año 1982 consta de diecisiete álbumes, los cuales se suelen dividir en dos épocas distintas, determinadas por la marcha del grupo del vocalista original, Fish, a finales de 1988, y la consiguiente llegada a Marillion de Steve Hogarth a comienzos de 1989. Además de Hogarth, forman parte de Marillion el guitarrista Steve Rothery (miembro original), el teclista Mark Kelly (desde diciembre de 1981), el bajista Pete Trewavas (desde 1982) y el percusionista Ian Mosley (desde 1984). Entre los años 1983 y 1994, Marillion consiguió colocar ocho álbumes entre las listas de los más vendidos en Reino Unido, incluyendo un número uno en 1985 con su álbum Misplaced Childhood. Además, durante el periodo liderado por Fish once de sus temas entraron en el Top 40 en la UK Singles Chart, entre ellos el éxito de 1985 "Kayleigh", que alcanzó el número dos y se convirtió así en su sencillo más exitoso. El primer álbum realizado con Hogarth a la voz, titulado Seasons End y publicado en 1989, también se situó entre los diez primeros en las listas de ventas; los álbumes posteriores, hasta su separación de la discográfica EMI tras la publicación en 1996 del directo Made Again y la pérdida de popularidad a finales de los noventa, obtuvieron también buenos resultados comerciales.  Excepto por un resurgimiento a finales de los años 2000, Marillion ha sido una banda de culto desde entonces. Con Hogarth a la voz, Marillion ha logrado otros doce éxitos en el Top 40 del Reino Unido, entre los cuales se encuentra el tema de 2004 "You're Gone", que se alzó hasta el séptimo puesto, el más alto de los conseguidos en esta segunda época. La banda continúa dando conciertos por todo el mundo, y según la revista  Classic Rock y su lista de los mejores cincuenta directos de la historia ("50 Best Live Acts of All Time"), Marillion se sitúa en el 38.º lugar.
Marillion está considerada como una de las primeras bandas populares en haber reconocido y usado el potencial comercial de la interacción con sus aficionados a través de internet. La historia del uso de internet por la banda, que comenzó hacia 1996, está descrita por Michael Lewis en el libro Next: The Future Just Happened como un ejemplo de cómo internet está desplazando el poder desde élites establecidas, como pueden ser las discográficas multinacionales. El grupo Marillion también es famoso por contar con una legión de aficionados realmente devotos de la banda que llegan a viajar grandes distancias regularmente tan sólo para acudir a un concierto, lo cual se debe en gran medida a la relación estrecha que Marillion cultiva a través de su página web, de pódcast, convenciones bienales y publicaciones periódicas para los fanes. El lanzamiento de su álbum Anoraknophobia en 2001, el cual fue financiado por sus seguidores mediante pedidos por adelantado en lugar de mediante un contrato con una compañía, adquirió una atención significativa y fue calificado por la BBC como "una campaña de fondos única". Asimismo, Alexis Petridis escribió para el diario The Guardian que Marillion eran los "pioneros indiscutibles" de la música financiada por los seguidores.

## Historia

### La era con Fish

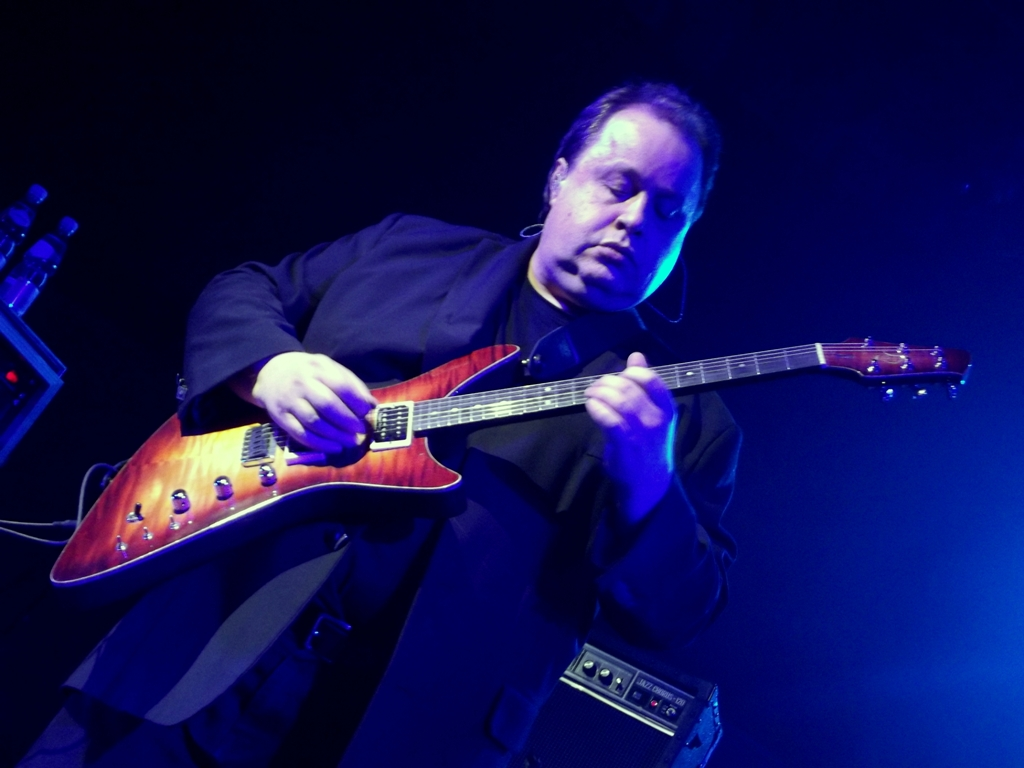
Steve Rothery, guitarrista y miembro original de la banda.

#### Formación y primeros años (1979–1982)
Marillion se formó en 1979 con el nombre de "Silmarillion", en honor a la novela de J. R. R. Tolkien El Silmarillion, por Mick Pointer, Steve Rothery y otros. Dieron su primer concierto en el Berkhamsted Civic Centre, en Hertfordshire, el 1 de marzo de 1980.
Posteriormente, en 1981, el nombre fue acortado a Marillion para evitar posibles conflictos relacionados con los derechos de autor, al mismo tiempo que Fish y William Minnitt ocuparon el puesto del vocalista y bajista original, Doug 'Rastus' Irvin en una audición en Leyland Farm Studios en Buckinghamshire el 2 de enero de 1981. Rothery, el batería Mick Pointer y el teclista Brian Jelliman completaban esta formación, que dio su primer concierto en el Red Lion Pub de Bicester, Oxfordshire, el 14 de marzo de 1981. Para el final de 1981, Kelly ya había sustituido a Jelliman, mientras que Minnitt fue reemplazado por Pete Trewavas en 1982. William "Diz" Minnitt formó más tarde Pride of Passion.
Los primeros trabajos de Marillion contenían las letras poéticas e introspectivas de Fish conjugadas con un tapiz musical complejo, para crear un sonido que reflejara las influencias, entre las que destacan Queen, Genesis, Pink Floyd, Van der Graaf Generator, Rush (específicamente de finales de los setenta) y Yes. La primera grabación de Marillion fue una cinta maqueta producida por Les Payne en julio de 1981, la cual incluía versiones iniciales de "He Knows You Know", "Garden Party" y "Charting the Single".
La banda atrajo atención hacia sí con una sesión de tres temas (versiones primeras de los temas "The Web", "Three Boats Down from The Candy" y "Forgotten Sons") para el Friday Rock Show, gracias a lo cual firmaron con EMI. A continuación, publicaron su primer sencillo, "Market Square Heroes", en 1982, con la canción épica "Grendel" en la cara B del formato de vinilo de 12". Tras ese primer sencillo, Marillion puso a la venta en 1983 su primer álbum, Script for a Jester's Tear.

#### Script for a Jester's TearyFugazi(1983–1984)
La música de su álbum debut, Script for a Jester's Tear, nació a partir de la intensa actividad de la banda dando conciertos durante los años anteriores. Aunque presentaba tintes de rock progresivo, tenía asimismo un lado más oscuro, sugerido por la miseria de la habitación dibujada en la portada del álbum. Durante la gira dedicada a promocionar el álbum, Mick Pointer fue despedido de la banda. El segundo álbum, titulado Fugazi, se construyó a partir del éxito de su predecesor, con un sonido más electrónico. De él salió el sencillo "Assassing", aunque la banda encontró numerosos problemas de producción.
En noviembre de 1984, Marillion publicó su primer álbum en directo, Real to Reel, que incluía temas tanto de Fugazi como de Script for a Jester's Tear, además de la canción "Cinderella Search" —que fue cara B de "Assassing"— y su primer sencillo "Market Square Heroes", que hasta ese momento no había estado disponible en un álbum. Real to Reel llegó al octavo puesto de las listas de ventas del Reino Unido.

#### Misplaced Childhoody el éxito internacional (1985)

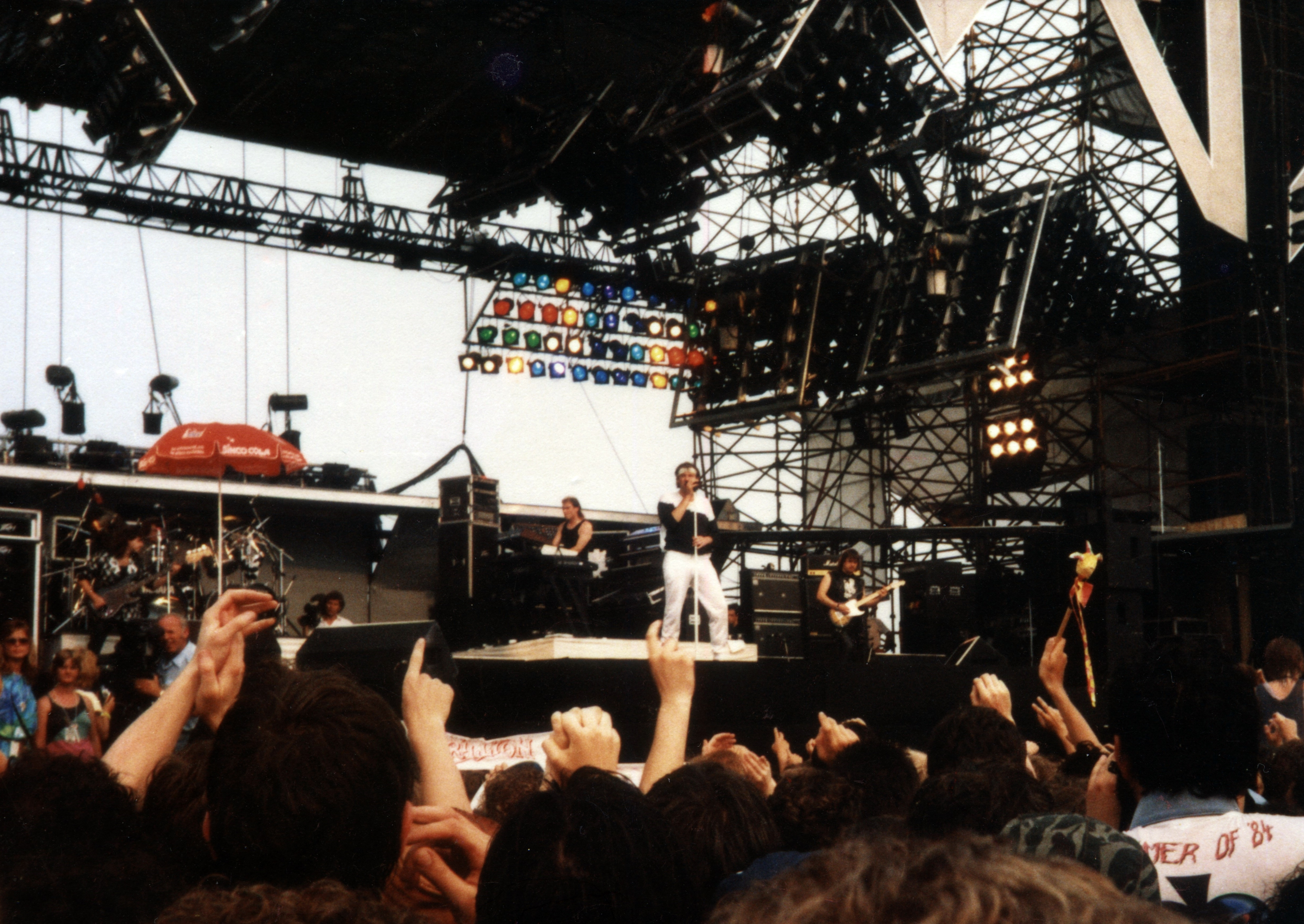
Marillion con Fish (1986).

Su tercer álbum de estudio, Misplaced Childhood, se convirtió también en el más exitoso. Con el beneplácito de su compañía discográfica, la banda disponía de libertad para apartarse estilísticamente de sus anteriores trabajos, y durante el proceso de composición desarrollaron un sonido más cercano a las masas. El sencillo principal del álbum, "Kayleigh", fue promocionado a gran escala por EMI y fue pinchado frecuentemente en BBC Radio 1 y en otras emisoras británicas menores, así como en televisión, lo cual permitió a la banda llegar a un público mucho más amplio. Esto permitió a Marillion exponer sus habilidades y su música, además de mostrar su capacidad para combinar en sus álbumes baladas de rock más accesibles para el gran público —como "Kayleigh", que llegó al puesto n.º 2 en el Reino Unido, tan sólo tras el tema "You'll Never Walk Alone" por The Crowd; o "Lavender", que alcanzó el puesto n.º 5— con temas que trataban asuntos más graves como la drogadicción, el alcoholismo o la prostitución, aunque finalmente estos llevaran a un renacimiento personal y a una redención, siempre inspirados en las experiencias de Fish. Como consecuencia de la amplia promoción de "Kayleigh" y sus excelentes resultados comerciales, Misplaced Childhood logró coronar el primer puesto de las listas de álbumes en Reino Unido tras desbancar al Boys and Girls de Bryan Ferry y aguantando el lanzamiento esa misma semana del primer álbum de Sting en solitario, The Dream of the Blue Turtles. El tercer sencillo de Misplaced Childhood, "Heart of Lothian", también supuso otro Top 30 para la banda, pues se situó en el puesto 29. Finalmente, la revista especializada Kerrang! posicionó este álbum de Marillion en el sexto puesto entre todos los álbumes de 1985. "Kayleigh" también le dio a Marillion su única entrada en el Billboard Hot 100 con su puesto n.º 74. En el verano de 1986, Marillion tocó ante su público más multitudinario de su historia —más de 150 000 personas—, en un concierto en el que acudían como artistas invitados por Queen durante un festival en Alemania.

#### Clutching at Strawsy la marcha de Fish (1986–1988)
Clutching at Straws, su cuarto álbum de estudio, se alejó en parte del estilo pop presente en algunos de sus predecesores y se internó en una exploración más oscura de exceso, alcohol y vida en la carretera, lo cual representaba los esfuerzos que conllevan las giras continuas, que provocaron que Fish decidiera dejar la banda para continuar con su carrera en solitario. Pese a su salida, el éxito comercial del grupo no se vio afectado, pues el sencillo "Incommunicado" se alzó hasta el puesto n.º 6 en el Reino Unido, gracias a lo cual Marillion apareció en el programa musical de televisión Top of the Pops; y el álbum entró en las listas de ventas en el segundo puesto. Los temas "Sugar Mice"y "Warm Wet Circles" también fueron sencillos de notoria popularidad, ya que ambos llegaron hasta el n.º 22 en las listas. El mismo Fish ha afirmado en entrevistas que Clutching at Straws es el mejor álbum que grabó con Marillion. Del mismo modo que había sucedido con Misplaced Childhood, este cuarto álbum de estudio de la banda fue calificado por la revista Kerrang! como el sexto mejor del año (1987). Asimismo, fue incluido entre las cincuenta mejores grabaciones del año para la revista Q. La marcha de Fish, quien era una pieza muy importante, dejó de todos modos un hueco que sería difícil de ocupar. En una entrevista de 2003, Fish explicó los motivos de su salida:

«Hacia 1987 tocábamos demasiado en directo, porque el mánager se llevaba un 20% del total. Estaba reuniendo una cantidad de dinero inmensa mientras nosotros nos dejábamos la piel trabajando. Entonces encontré un papel con una propuesta para una gira por América. Al final del día la banda habría necesitado un préstamo de EMI de 14 000 libras como financiación para realizar el tour. Fue en ese momento cuando supe que, si me quedaba en la banda, probablemente acabara alcohólico empedernido y me hallarían con una sobredosis y muriéndome en una casa grande en Oxford con loberos irlandeses junto a mi cama.» ("By 1987 we were over-playing live because the manager was on 20 per cent of the gross. He was making a fantastic amount of money while we were working our asses off. Then I found a bit of paper proposing an American tour. At the end of the day the band would have needed a £14,000 loan from EMI as tour support to do it. That was when I knew that, if I stayed with the band, I'd probably end up a raging alcoholic and be found overdosed and dying in a big house in Oxford with Irish wolfhounds at the bottom of my bed").
Fish

Fish planteó a la banda la disyuntiva de continuar o bien con él o bien con el mánager, así que tras la decisión del resto de componentes de continuar con el mánager, Fish se marchó y comenzó su carrera en solitario. Su última actuación con Marillion tuvo lugar en Craigtoun Country Park el 23 de julio de 1988. Después de las duraderas disputas legales, aparentemente no se volvieron a producir contactos entre Fish y el resto del grupo hasta 1999. Más tarde, con motivo de la reedición de Clutching at straws, Fish reveló que sus antiguos compañeros y él habían quedado y charlado sobre el final de aquella época de la banda, que habían renovado su amistad y que habían llegado a la conclusión de que la excesiva cantidad de conciertos en las giras y la presión por parte de la dirección era lo que les había llevado a la escisión.
A pesar de que se había confirmado que la relación personal entre ambas partes atravesaba un buen momento, tanto la renovada Marillion como Fish dejaron muy claro que no ocurriría ninguna reunión de la antigua formación, algo sobre lo que se había rumoreado. Sin embargo, cuando Fish protagonizó el concierto gratuito Hobble on the Cobbles en Aylesbury el 26 de agosto de 2007, la tentación de tocar su sencillo debut en su hogar espiritual se mostró suficientemente fuerte como para superar viejas rencillas y Kelly, Mosley, Rothery y Trewavas salieron en sustitución de la banda que acompañaba a Fish y juntos interpretaron Market Square Heroes.
En una entrevista tras aquel concierto, Fish negó que lo que había sucedido fuera a llevar a una reunión completa, argumentando que: «Hogarth hace un gran trabajo con la banda. Hemos seguido caminos diferentes durante los últimos diecinueve años».

### La era con Steve Hogarth

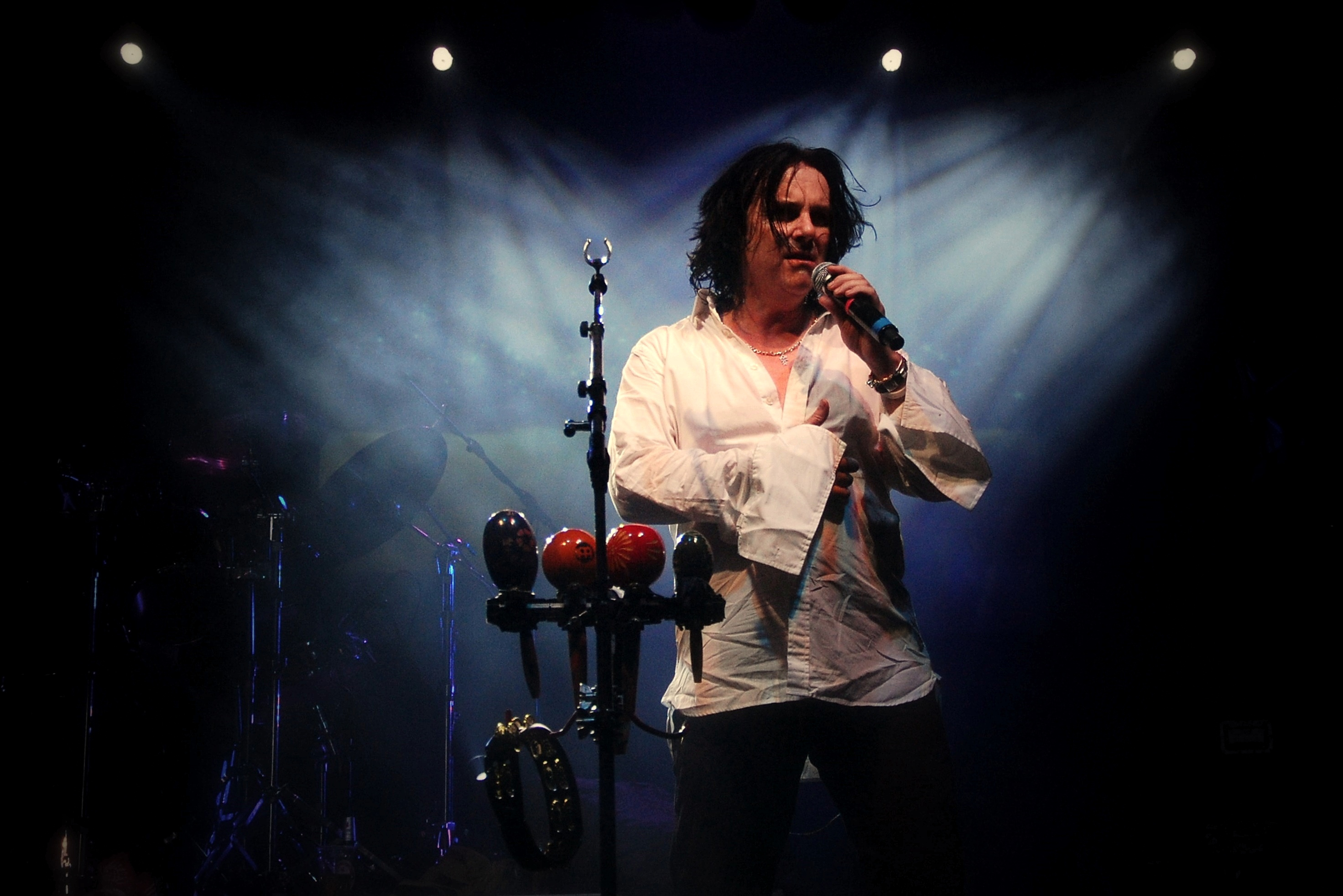
Hogarth con Marillion en concierto en 2009.

#### Seasons EndyHolidays in Eden(1989–1991)
Tras la separación, Marillion encontró a Steve Hogarth, antiguo teclista y en ocasiones también vocalista de The Europeans. Hogarth llegó en un momento delicado, no solo por la marcha de Fish, sino porque Marillion ya había grabado algunas maquetas para el siguiente álbum de estudio, que sería Seasons End. Hogarth suponía un contraste musical significativo con Fish, ya que su formación había estado ligada más al new wave que al rock progresivo. Hogarth tampoco poseía ningún álbum de Marillion antes de ingresar en la banda.
Luego de que Fish abandonara Marillion (y se llevara sus letras con él), Hogarth comenzó a trabajar con el autor John Helmer en nuevas letras para la música ya existente. Finalmente Fish no aparece en ningún tema de Seasons End, aunque sus versiones sí se incluyeron en la reedición remasterizada de Clutching at straws. Asimismo, sus letras para Seasons End acabaron haciéndose hueco en varios álbumes en solitario de Fish, como por ejemplo en Vigil in a Wilderness of Mirrorso Internal Exile.
El segundo álbum de Steve Hogarth con Marillion, titulado Holidays in Eden, fue por tanto el primero que escribió completamente junto a sus compañeros, y en él se puede escuchar la canción "Dry Land", la cual Hogarth había escrito y grabado en un proyecto anterior con la banda How We Live. Citando a Steve Hogarth, «Holidays in Eden estaba destinado a convertirse en el álbum más pop de Marillion, y fue recibido con entusiasmo por muchos y criticado por algunos de los fans más acérrimos». A pesar de su toque más pop, el álbum fracasó en sus intento de ampliar el número de seguidores de la banda y no produjo éxitos reseñables.

#### Brave,Afraid of Sunlighty marcha de EMI (1992–1995)
A Holidays in Eden le siguió Brave, un álbum conceptual oscuro y complejo que llevó dieciocho meses de trabajo para ver la luz y que inspiró una película independiente en la que aparecían los miembros de la banda. Brave también significó el comienzo de la larga colaboración de Marillion con el productor Dave Meegan. Aunque no tuvo mucho éxito comercial, Brave es considerado uno de los mejores álbumes de rock progresivo de la década de 1990.
El siguiente trabajo fue Afraid of Sunlight, que sería el último álbum de Marillion con la discográfica EMI. Una vez más, no recibió suficiente promoción y no sonó en las radios, por lo que el número de ventas fue una decepción para el grupo. Sin embargo, se convirtió en uno de sus trabajos más aclamados por la crítica y fue incluido por la revista Qen su lista de los mejores cincuenta álbumes de 1995. Un tema destacable de Afraid of Sunlight es "Out of This World" , que trata sobre Donald Campbell, quien murió en su intento de establecer un nuevo récord de velocidad en agua. La canción acabó inspirando un movimiento que se propuso recuperar el cuerpo de Campbell y el Bluebird K7, su hidroplano, lo que finalmente sucedió en el año 2001. En 1998, tres años después del lanzamiento de afraid of Sunlight, Steve Hogarth declaró que este era el mejor álbum que había grabado con Marillion.

#### This Strange Engine,Radiationymarillion.com(1996–1999)
A continuación llegaron una serie de álbumes y acontecimientos con Marillion luchando por encontrar su lugar en el negocio de la música. This Strange Engine fue publicado en 1997 con muy poca promoción por parte de su nuevo sello discográfico, Castle Records, así que la banda no podía permitirse realizar gira por Estados Unidos. Afortunadamente, sus fieles seguidores estadounidenses decidieron resolver este problema y reunieron ellos solos unos 60 000 dólares a través de internet para entregárselos a la banda y que pudieran así tocar en EE. UU. La lealtad de los fanes de Marillion, junto a la existencia de Internet, acabarían siendo vitales para la existencia de la banda.
El décimo álbum de estudio, Radiation, lanzado en septiembre de 1998, mostró un momento en que la banda experimentó con nuevos sonidos y fue recibido por los seguidores con diversas reacciones. Alcanzó el puesto n.º 35 de las listas británicas, donde permaneció una semana, por lo que fue el último de sus trabajos en entrar en el Top 40 hasta 2007. El único sencillo de Radiation fue "These Chains", que no consiguió entrar en las listas de éxitos del Reino Unido.
En octubre de 1999 publicaron marillion.com, un álbum que mostraba cierta progresión en la nueva dirección que había tomado la banda, que seguía descontenta con su discográfica, tal y como explicó Hogarth:

«Habíamos llegado al final de nuestro contrato y varias discográficas independientes se habían interesado por nosotros. Pero no nos sentíamos cómodos con ninguna de ellas. Somos una banda con un gran número de fans, pero el problema es que por ese mismo motivo ninguna tenía un proyecto para lanzarnos al mercado. Las compañías sabían que podían gastar muy poco dinero en la promoción de nuestro álbum porque de todos modos nuestros seguidores irían a comprarlo, aunque tuvieran que encontrarlo debajo de una roca. Y sabíamos que eso pasaría si firmábamos con una discográfica independiente. No harían nada, vender el álbum a los fans y meter el dinero en la hucha. »
Steve Hogarth

#### AnoraknophobiayMarbles(2000–2006)
En este punto, Marillion decidió realizar un experimento radical preguntando a sus seguidores si ayudarían a financiar su nueva grabación mediante un pedido antes incluso de que hubieran iniciado el trabajo en el estudio. El resultado fue que recibieron más de 12 000 reservas, con las que reunieron suficiente presupuesto para grabar y publicar Anoraknophobia en mayo de 2001. Marillion pudo llegar a un acuerdo con EMI para la distribución del nuevo trabajo, lo cual les permitió preservar todos los derechos sobre su música al mismo tiempo que contaban con distribución comercial. Asimismo, por aquel entonces Marillion había dejado de contar con su antiguo mánager, con lo que recuperaban el 20% de los ingresos.
El éxito de Anoraknophobia permitió a Marillion comenzar a grabar su posterior trabajo, pero no sin antes consultar a sus fanes una vez más para financiar la promoción del nuevo trabajo, que se pudo pedir por adelantado cuando su producción se encontraba a medio camino. En esta ocasión se realizaron 18 000 pedidos. Consecuentemente, Marbles fue publicado en el segundo trimestre de 2004 en una versión de dos CD únicamente disponible a través de la web oficial de Marillion, en una especie de gesto de agradecimiento a todos los pedidos que habían recibido.

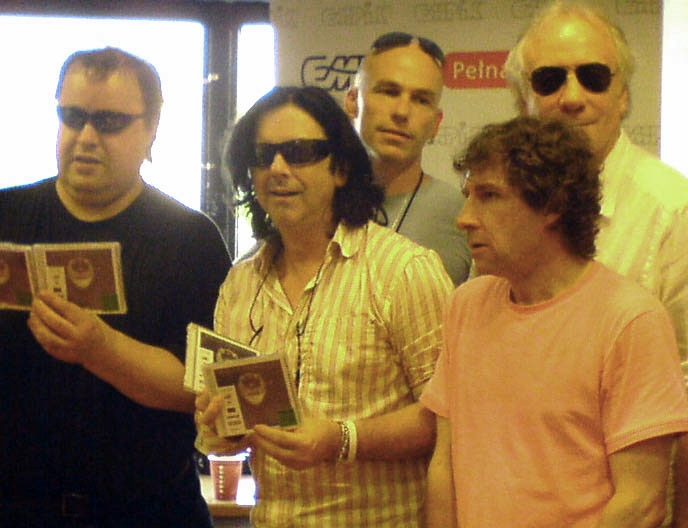
Marillion en 2007, de izquierda a derecha: Steve Rothery, Steve Hogarth, Mark Kelly, Pete Trewavas y Ian Mosley.

La dirección de la banda organizó la mayor promoción de un trabajo de la banda desde que dejaran EMI en 1995. Steve Hogarth se aseguró entrevistas con destacados presentadores de BBC Radio, entre ellos Matthew Wright, Bob Harris, Stuart Maconie, Simon Mayo y Mark Lawson. Marbles se convirtió en el álbum más aclamado por la crítica desde Afraid of Sunlight, con numerosos análisis positivos en la prensa. De este trabajo se lanzó como primer sencillo el tema "You're Gone", aunque, sabiendo que era improbable que se escuchara a menudo en las radios, publicaron el sencillo en tres formatos diferentes y animaron a sus fanes a adquirir una copia de cada uno para meter de esta manera el sencillo en el Top 10 británico, algo que finalmente consiguieron, pues "You're Gone" alcanzó el puesto n.º 7, lo que lo convirtió en la primera canción desde "Incommunicado", en 1987, en plantarse en esta lista de éxitos, y la primera entrada de Marillion al Top 40 desde "Beautiful" en 1995. El segundo sencillo fue "Don't Hurt Yourself", que se posicionó en el n.º 16. A continuación lanzaron un sencillo que sólo se podía descargar de Internet, "The Damage (live)", grabado durante su actuación en el London Astoria, que había agotado localidades. "The Damage (live)" fue la entrada más alta de la reciente lista británica de descargas, habiendo llegado directamente al segundo puesto.  Todos estos hechos devolvieron a la banda a un lugar entre el público general, lo que hizo de su campaña todo un éxito. Marillion continuó dando conciertos durante 2005 por Europa y Estados Unidos, así como en varios festivales de verano, tras lo cual vino su gira "Not Quite Christmas Tour" por Europa a finales de 2005. Poco después, en febrero de 2006, fue puesto a la venta el DVD Colours and Sound, que documentaba la creación, promoción, lanzamiento y gira de presentación de Marbles.

#### Somewhere ElseyHappiness is the Road(2007–2008)
En abril de 2007 tuvo lugar el lanzamiento del decimocuarto álbum de estudio de Marillion, Somewhere Else, su primer trabajo en alcanzar el Top 30 del Reino Unido en diez años. El éxito del álbum se vio complementado por el de la descarga digital del sencillo “See it Like a Baby”, que llegó al puesto 45 en marzo de 2007, y por el de “'Thankyou Whoever You Are / Most Toys”, que se situó en el n.º 15 en Reino Unido y en el n.º 6 en los Países Bajos en junio de 2007.
En julio de 2008 la banda anunció un concurso para sus seguidores en el que debían crear un video musical del siguiente sencillo, que sería publicado en poco tiempo, “Whatever is Wrong with You”", y subirlo a YouTube. El campeón ganaría 5000 libras.
Happiness Is the Road, publicado en octubre de 2008, además de en su versión estándar, también pudo pedirse por adelantado en versión ‘’deluxe’’, con una lista de los fanes que lo habían adquirido con antelación. Es un álbum doble en el que uno de los discos se desarrolla alrededor de un mismo tema, dejando las canciones no relacionadas en el otro disco. Un poco antes, el 9 de septiembre de 2008, Marillion se convirtió en el primer grupo en colgar su propio álbum en redes p2p; cuando un usuario intentaba descargar los temas, se le mostraba un vídeo en el que la banda explicaba por qué había elegido este método de lanzamiento, tras lo cual se le ofrecía adquirir el álbum a un precio establecido por el propio usuario o elegir, en vez de eso, archivos ausentes de gestión de derechos digitales a cambio de una dirección de correo electrónico. Marillion explicó que, aunque no apoyaran la piratería, sabían que su música se acabaría distribuyendo en Internet de todas formas, así que pretendían relacionarse directamente con los usuarios de p2p para sacar lo mejor de la situación.

#### Less is MoreySounds That Can't Be Made
El decimosexto álbum de estudio de Marillion, Less Is More, salió a la venta el 2 de octubre de 2009 y se trató de un álbum acústico en el que se incluían nuevos arreglos de temas antiguos, a excepción del tema “It's Not Your Fault”.
Su siguiente trabajo se tituló Sounds That Can't Be Made y fue lanzado en septiembre e 2012 con dos versiones distintas: una con disco y DVD con el proceso de creación del álbum y una versión con un disco solamente. En la versión de lujo, además del DVD, había un libro de 128 páginas con las letras de las canciones, dibujos y, al igual que en Anoraknophobia, Marbles y Happiness is the Road, los nombres de aquellos que habían comprado el álbum con antelación. Parte del álbum se grabó en los Real World Studios de Peter Gabriel en 2011.
Marillion fue galardonada con el premio Banda del año ("Band of the Year") por los Progressive Music Awards de 2013. Al mismo tiempo se embarcan en un tour que los lleva a EE. UU., Canadá, Sur América y México, obteniendo gran respuesta por parte de sus fanes. La canción "Pour my love" es escrita por su antiguo colaborador John Helmer. En la canción "Gaza", Steve Hogarth (H) habla de la problemática palestina, enfocándose no en el problema político, sino en la vida que llevan sus habitantes, habituados a convivir en un ámbito gris, y bombardeado continuamente.

#### UnconventionalyFEAR
En noviembre de 2015 anunciaron la puesta a la venta del documental Unconventional, que relata el transcurso del Marillion Weekend 2015 y que incluye entrevistas a los componentes de la banda.
Por otro lado, en septiembre de 2015 la banda anunció que se encontraban inmersos en un nuevo álbum, del que acabarían confirmando el título: FEAR (F*** Everyone and Run). Al igual que con otros trabajos anteriores, la financiación se basó en las compras por antelación de los seguidores, en este caso de manera directa a través de PledgeMusic. FEAR salió a la venta el 9 de septiembre de 2016.

## Miembros
| Miembros actuales - Steve Rothery – guitarra eléctrica y acústica (desde 1979) - Mark Kelly – teclados, sampler y efectos, coros, programación (desde 1981) - Pete Trewavas – bajo eléctrico, coros, guitarras, sampler y efectos (desde 1982) - Ian Mosley – batería y percusión (desde 1984) - Steve Hogarth – voz principal, letras, teclados, guitarras y percusión (desde 1989) | Miembros antiguos - Mick Pointer – batería (1979–1983) - Brian Jelliman – teclados (1979–1981) - Doug 'Rastus' Irvine – bajo eléctrico y voz principal (1979–1981) - Fish – voz principal, letras y percusión (1981–1988) - Diz Minnitt – bajo eléctrico (1981–1982) - Andy Ward – batería y percusión (1983) - John 'Martyr' Marter – batería (1983) - Jonathan Mover – batería (1983–1984) |

## Discografía

### Álbumes de estudio
- Script for a Jester's Tear (1983)
- Fugazi (1984)
- Misplaced Childhood (1985)
- Clutching at Straws (1987)
- Seasons End (1989)
- Holidays in Eden (1991)
- Brave (1994)
- Afraid of Sunlight (1995)
- This Strange Engine (1997)
- Radiation (1998)
- Marillion.com (1999)
- Anoraknophobia (2001)
- Marbles (2004)
- Somewhere Else (2007)
- Happiness is the Road (2008)
- Less is More (2009)
- Sounds That Can't Be Made (2012)
- FEAR (F*** Everyone and Run) (2016)
- With Friends from the Orchestra (2019)
- An Hour Before It's Dark (2022)

Todos los álbumes hasta Afraid of Sunlight han sido relanzados como CD doble, en los cuales el segundo CD incluía material adicional.

### Compilaciones
- Brief Encounter (EE. UU. Mini LP, 1986)
- B'Sides Themselves (1988)
- From Stoke Row To Ipanema (1990)
- A Singles Collection (1992)
- Marillion Music Collection (Italia, 1993)
- Kayleigh (Países Bajos, 1996)
- Essential Collection (Reino Unido, 1996)
- The Best of Marillion (Rusia, 1996)
- Best Of Both Worlds (1997)
- Real to Reel y Brief Encounter relanzados como un CD doble (1997)
- Kayleigh - The essential collection (Reino Unido, 1998)
- The Singles 82-88 Caja de CD con 12 sencillos tal y como fueron lanzados en el Reino Unido. (2000)
- The Singles 89-95 Caja de CD con 12 sencillos tal y como fueron lanzados en el Reino Unido. (2002)
- Warm Wet Circles (Países Bajos, 2003)

### Remixes
- Remixomatosis (2005)

### Álbumes en vivo
- Real to Reel (1984)
- The Thieving Magpie/La gazza ladra (2 CD, 1988)
- Made Again (1996)
- Anorak Live in the UK (2 CD, 2002)
- Popular Music
- Marbles Live (2005)
- Marbles by the Sea (2005)
- Friends Live (2007)
- Live from Loreley ([1987])(2 CD) (A.C.U)
- Live From Cadogan Hall  (2010) Acústico
- Brave Live 2014 (2014)
- All One Tonight - Live At The Royal Albert Hall (2018)

### Lanzamientos de Racket Records
- Live at the Borderline (Racket 1, 1992)
- Live in Caracas (Racket 2, 1992)
- Live in Glasgow (Racket 3, 1993)
- Tales From The Engine Room (Racket 7, 1998)
- Marillionrochester (2 CD, Racket 8, 1998)
- Piston Broke (Racket 9, 1998)
- Unplugged At The Walls (2 CD, Racket 10, 1999)
- marillion.zodiac (Racket 11, 1999)
- marillion.co.uk (Racket 12, 2000, reissued 2002 & 2005)
- How We Live: Dry Land (Racket 13, 1987)
- The Wishing Tree: Carnival of Souls (Racket 14, 2001)
- A Crash Course - An Introduction to Marillion (Racket 15, 2001)
- ReFracted! (2 CD, Racket 17)
- Another DAT at the office (2 CD, Racket 18)
- Fallout (2 CD, Racket 19)
- Caught in the Net (2 CD, Racket 20)
- AWOL (Racket 21)
- Brave Live 2002 (Racket 22, 5 April 2002)
- View from the Balcony (Racket 23, Front Row Club Sampler)
- Remixomatosis (2004, Racket 24, diferente del álbum mencionado com Remix)

### CD/DVD de Navidad
- Christmas 1998 Happy Christmas Everybody (1998)  CD
- Christmas 1999 marillion.christmas (1999   CD
- Christmas 2000 A Piss-up in a Brewery (2000) CD
- Christmas 2001 A verry Barry Christmas (2001)  CD
- Christmas 2002 Santa and his Elvis (2002)  CD
- Christmas 2003 Say Cheese! (2003) CD
- Christmas 2004 Baubles (2004)  CD
- Christmas 2005 Merry XMas to our Flock (2005)  CD
- Christmas 2006 The Jingle Book  (2006)  CD
- Christmas 2007 Somewhere Elf  (2007)  CD
- Christmas 2008 Pudding on the Ritz (2008)  CD
- Christmas 2009 Snow de Cologne  (2009) DVD
- Christmas 2010 Ding, Dong Loreley On High...  (2010)  DVD
- Christmas 2011 Live at German Space Day 2004  (2011)  DVD
- Christmas 2012 Sleighed Again  (2012)  DVD
- Christmas 2013 Proggin' around the Christmas Tree  (2013)  DVD
- Christmas 2014 Chile for the Time of Year  (2014)  2CD

### Lanzamientos de Front Row Club
- Front Row Club Issue 1 (FRC-001, Ludwigshalle, Dieburg, Alemania, 9 de noviembre de 1998)
- Front Row Club Issue 2 (FRC-002, The Academy, Mánchester, Inglaterra, 18 de noviembre de 1999)
- Front Row Club Issue 3 (FRC-003, The Luxor, Arnhem, Países Bajos, 25 de junio de 1995)
- Front Row Club Issue 4 (FRC-004, The Borderline Club, Londres, Inglaterra, 9 de mayo de 1992)
- Front Row Club Issue 5 (FRC-005, The Barrowlands, Glasgow, Escocia, 4 de diciembre de 1989)
- Front Row Club Issue 6 (FRC-006, Michael Hunter, River, 1994)
- Front Row Club Issue 7 (FRC-007, Salle de Fetes Beaulieu, Lausana, Suiza, 19 de octubre de 1991)
- Front Row Club Issue 8 (FRC-008, Le Spectrum, Montreal, Canadá, 6 de septiembre de 1997)
- Front Row Club Issue 9 (FRC-009, Forum, Londres, Inglaterra, 28 de abril de 1996)
- Front Row Club Issue 10 (FRC-010, Moles Club, Bath, Inglaterra, 12 de diciembre de 1990)
- Front Row Club Issue 11 (FRC-011, Bass Brewery Museum, Burton-On-Trent Inglaterra, 17 de noviembre de 2000)
- Front Row Club Issue 12 (FRC-012, Sala Bikini Barcelona, España, 12 de diciembre de 2000)
- Front Row Club Issue 13 (FRC-013, Ahoy Rotterdam, Países Bajos, 29 de septiembre de 1995)
- Front Row Club Issue 14 (FRC-014, The Ritz Roseville, USA, 22 de febrero de 1990)
- Front Row Club Issue 15 (FRC-015, Curtain Call)
- Front Row Club Issue 16 (FRC-016, Ateneu Popular de Nou Barris Barcelona, España, 10 de enero de 1998)
- Front Row Club Issue 17 (FRC-017, 013 Tilburg, Países Bajos, 13 de octubre de 2001)
- Front Row Club Issue 18 (FRC-018, The E-Werk, Colonia, Alemania, 2 de septiembre de 1992)
- Front Row Club Issue 19 (FRC-019, Civic, Wolverhampton, Inglaterra, 4 de noviembre de 1998)
- Front Row Club Issue 20 (FRC-020, Copenhague, Dinamarca, 28 de mayo de 1994)
- Front Row Club Issue 21 (FRC-021, Londres, 28 de febrero de 2001)
- Front Row Club Issue 22 (FRC-022, Utrecht, 29 de mayo de 1997)
- Front Row Club Issue 23 (FRC-023, Aylesbury, 30 de abril de 2004)
- Front Row Club Issue 24 (FRC-024, París, Francia, 18 de noviembre de 1998)
- Front Row Club Issue 25 (FRC-025, Mannheim, Alemania, 4 de diciembre de 1999)
- Front Row Club Issue 26 (FRC-026, Oxford, Inglaterra, 25 de julio de 1999)
- Front Row Club Issue 27 (FRC-027, Cambridge, Inglaterra, 17 de septiembre de 1995)
- Front Row Club Issue 28 (FRC-028, Sao Paulo, Brasil, 5 de octubre de 1992)
- Front Row Club Issue 29 (FRC-029, Philadelphia, USA, 9 de octubre de 2004)
- Front Row Club Issue 30 (FRC-030, Bielefeld, 20 de marzo de 1994)
- Front Row Club Issue 31 (FRC-031, Milwaukee, 20 de septiembre de 1997)
- Front Row Club Issue 32 (FRC-032, Richmond, 3 de agosto de 2002)
- Front Row Club Issue 33 (FRC-033, Londres, 5 de septiembre de 1992)
- Front Row Club Issue 34 (FRC-034, Utrecht, 3 de diciembre de 2005)
- Front Row Club Issue 35 (FRC-035, Londres, 5 de diciembre de 2005)
- Front Row Club Issue 36 (FRC-036, Bensancon, 5 de octubre de 1989)
- Front Row Club Issue 37 (FRC-037, Nueva York, 12 de junio de 2005)
- Front Row Club Issue 38 (FRC-038, Varsovia, 22 de mayo de 2007)
- Front Row Club Issue 39 (FRC-039, Liverpool, 16 de septiembre de 1991)
- Front Row Club Issue 40 (FRC-040, Ámsterdam, 12 de diciembre de 2007)
- Front Row Club Issue 41 (FRC-041, Poughkeepsie, 15 de agosto de 1995) - descarga
- Front Row Club Issue 42 (FRC-042, San Francisco, 11 de septiembre de 2005) - descarga
- Front Row Club Issue 43 (FRC-043, Mánchester, 30 de noviembre de 2007) - descarga

### Vídeos
- Recital of the Script (1983, Remasterizado en 2003)
- Grendel/The Web ep (1984)
- 1982-1986 The Videos (1986)
- Sugar Mice/Incommunicado (1987)
- Live  From Loreley (1987, Relanzado en 2004)
- From Stoke Row To Ipanema (A year in the life) (1990), Relanzado en 2003)
- Six of one half a dozen the others (1992)
- A Singles Collection (1992)
- Brave, The Movie (1995)
- Shot in the Dark (2000, relanzado en 2002)
- The EMI Singles Collection (2002)
- Brave Live 2002 (DVD) (2002)
- A Piss-Up in a Brewery (DVD) (2002)
- Before First Light (DVD) (2003)
- Christmas in the Chapel (DVD) (2003)
- Marbles on the Road (DVD) (2004)
- Wish You Were Here (4 DVD, 2005)
- Somewhere in London (2 DVD,(2007))
- This Strange Convention (2 DVD,(2009))
- Out of Season (3 DVD, (2010))
- Live In Montreal (3 DVD, 2011)
- Unconventional (2015)